# Lettonie aux Jeux olympiques
La Lettonie a participé pour la première fois aux Jeux olympiques d'été en 1924. La même année, la Lettonie participe pour la première fois à une édition hivernale. Le pays est présent aux Jeux jusqu'à son annexion par l'URSS en 1940. La Lettonie, redevenue indépendante en 1991, revient aux Jeux olympiques en 1992 et a toujours participé aux Jeux d'été ou d'hiver depuis cette date.

## Autorité de tutelle
Le comité olympique letton a été créé en 1922. Il est reconnu par le Comité international olympique depuis 1991.

## Bilan général
Après 2016, la Lettonie totalise 22 médailles (3 médailles d'or, 15 médailles d'argent et 8 médailles de bronze) en 21 participations aux Jeux olympiques (11 fois aux Jeux d'été et 10 fois aux Jeux d'hiver). Le pays n'a jamais été organisateur des Jeux.

### Par année
C'est aux Jeux de 2004 à Athènes, que la moisson fut la meilleure avec 4 médailles, toutes en argent.
| Année | Médaille d'or, Jeux olympiques | Médaille d'argent, Jeux olympiques | Médaille de bronze, Jeux olympiques | Total | Rang |
| 1924  | 0                              | 0                                  | 0                                   | 0     | n.c  |
| 1928  | 0                              | 0                                  | 0                                   | 0     | n.c  |
| 1932  | 0                              | 1                                  | 0                                   | 1     | 22e  |
| 1936  | 0                              | 1                                  | 1                                   | 2     | 24e  |
| 1992  | 0                              | 2                                  | 1                                   | 3     | 40e  |
| 1996  | 0                              | 1                                  | 0                                   | 1     | 61e  |
| 2000  | 1                              | 1                                  | 1                                   | 3     | 44e  |
| 2004  | 0                              | 4                                  | 0                                   | 4     | 58e  |
| 2008  | 1                              | 1                                  | 1                                   | 3     | 45e  |
| 2012  | 1                              | 0                                  | 1                                   | 3     | 49e  |
| 2016  | 0                              | 0                                  | 0                                   | 0     | n.c  |
| 2020  | 1                              | 0                                  | 1                                   | 2     | 59e  |
| Total | 4                              | 11                                 | 6                                   | 19    | 63e  |

| Année | Médaille d'or, Jeux olympiques | Médaille d'argent, Jeux olympiques | Médaille de bronze, Jeux olympiques | Total | Rang |
| 1924  | 0                              | 0                                  | 0                                   | 0     | n.c  |
| 1928  | 0                              | 0                                  | 0                                   | 0     | n.c  |
| 1936  | 0                              | 0                                  | 0                                   | 0     | n.c  |
| 1992  | 0                              | 0                                  | 0                                   | 0     | n.c  |
| 1994  | 0                              | 0                                  | 0                                   | 0     | n.c  |
| 1998  | 0                              | 0                                  | 0                                   | 0     | n.c  |
| 2002  | 0                              | 0                                  | 0                                   | 0     | n.c  |
| 2006  | 0                              | 0                                  | 1                                   | 1     | 26e  |
| 2010  | 0                              | 2                                  | 0                                   | 2     | 23e  |
| 2014  | 1                              | 1                                  | 3                                   | 5     | 23e  |
| 2018  | 0                              | 0                                  | 1                                   | 1     | 25e  |
| 2022  | 0                              | 0                                  | 1                                   | 1     | 27e  |
| Total | 1                              | 3                                  | 6                                   | 10    | 30e  |